# Rock Loves Chopin
Rock Loves Chopin – album muzyczny typu crossover, stanowiący pokłosie przedsięwzięcia o tym samym tytule. Składa się nań jedenaście rockowych aranżacji utworów Chopina oraz dodatek – aranżacja Sonaty Księżycowej Ludwiga van Beethovena, w wykonaniu polskich muzyków rockowych oraz gościnnie – pianisty Janusza Olejniczaka. Pomysłodawcą przedsięwzięcia był dyrektor Stołecznej Estrady, Andrzej Matusiak, autorem aranżacji – Radek Chwieralski. 
Do płyty dołączono felieton Mirosława Pęczaka pt. Chopin z gitarą, a także wypowiedzi pomysłodawcy albumu i muzyków. W nagraniach uczestniczyli (w kolejności alfabetycznej): Jan Borysewicz (gitara solowa), Radek Chwieralski (gitara, gitara rytmiczna, instrumenty klawiszowe, programowanie loopów), Grzegorz Grzyb (perkusja), Wojciech Horny (instrumenty klawiszowe, programowanie loopów), Patrycja Markowska (śpiew), Grzegorz Markowski (śpiew), Janusz Olejniczak (fortepian), Wojtek Pilichowski (gitara basowa), Anna Serafińska (śpiew), Vlodi Tafel (perkusja). 
Prapremiera odbyła się na Placu Zamkowym w Warszawie w dniu 17 maja 2008 roku. Oficjalny koncert premierowy nastąpił w czasie warszawskich Wianków (21 czerwca 2008 roku). Z kolei płyta pojawiła się w sklepach 19 czerwca 2008 roku.

## Lista utworów
1. Polonez A-dur op. 40 nr 1
2. Walc Des-dur op. 64 nr 1 – Minutowy
3. Preludium A-dur op. 28 nr 7
4. Fantazje Impromptu cis-moll op. 66
5. Polonez As-dur op. 53 – Heroiczny
6. Etiuda c-moll op. 10 nr 12 – Rewolucyjna
7. Preludium e-moll op. 28 nr 4
8. Walc Es-dur op. 18 nr 1 – Grande Valse Brillante
9. Nokturn Es-dur op. 9 nr 2
10. Walc cis-moll op. 64 nr 2
11. Scherzo b-moll op. 31 nr 2

Bonus:
1. Ludwig van Beethoven – Sonata Księżycowa